# راجر کوتز
راجر کوتز (به انگلیسی: Roger Cotes) عضو انجمن سلطنتی (زادهٔ ۱۰ ژوئیه ۱۶۸۲ و درگذشتهٔ ۵ جون ۱۷۱۶) یک ریاضیدان انگلیسی بود. معروفیت او به همکاری نزدیکش با ایزاک نیوتن در ویرایش دوم کتاب مشهورش اصول ریاضی فلسفه طبیعی مربوط می‌شود. او کاشف
فرمول‌های نیوتن-کوتس در ریاضیات است و اولین بار فرمول اویلر توسط او به اثبات رسید. او اولین استاد کرسی پلومی اخترشناسی در دانشگاه کمبریج از سال ۱۷۰۷ تا زمان مرگش بود.